# The Genius
Pour les articles homonymes, voir Genius.
Ne doit pas être confondu avec Génie.
The Genius (coréen : 더 지니어스 ; également appelé The Genius Game) est une émission de télévision diffusée en 2013 sur la chaîne câblée tvN.

## Série et distribution

### The Genius: Rules of the Game
The Genius: Rules of the Game a été diffusé en 2013.
- Hong Jin-ho (gagnant)
- Kim Kyung-ran
- Lee Sang-min
- Kim Sung-kyu
- Park Eun-ji
- Cha Yu-ram
- Kim Poong
- Kim Gura
- Choi Jung-moon
- Choi Chang-yeop
- Cha Min-soo
- Kim Min-seo
- Lee Jun-seok

### The Genius: Rule Breaker
Il a été diffusé de 2013 à 2014.
- Lee Sang-min (gagnant)
- Hong Jin-ho
- Lim Yo-hwan
- Yoo Jung-hyun
- Eun Ji-won
- Jo Yoo-young
- Noh Hong-chul
- Lee Doo-hee
- Lim Yoon-sun
- Lee Eun-gyeol
- Lee Da-hye
- Kim Jae-kyung
- Nam Hwee-jong

### The Genius: Black Garnet
Il a été diffusé en 2014.
- Jang Dong-min (gagnant)
- Oh Hyun-min
- Choi Yeon-seung
- Ha Yeon-joo
- Kim Yoo-hyun
- Shin Ah-young
- Lee Jong-beom
- Kim Jeong-hoon
- Yoo Su-jin
- Nam Hwee-jong
- Kang Yong-suk
- Kim Kyung-hoon
- Kwon Ju-ri

### The Genius: Grand Final
Il a été diffusé en 2015.
- Kim Kyung-ran
- Kim Kyung-hoon
- Kim Yoo-hyun
- Oh Hyun-min
- Yoo Jung-hyun
- Lee Sang-min
- Lee Jun-seok
- Lim Yo-hwan
- Lim Yoon-sun
- Jang Dong-min (gagnant)
- Choi Yeon-seung
- Choi Jung-moon
- Hong Jin-ho

## Controverse sur le plagiat
The Genius a été accusé d'avoir plagié le manga japonais et la série dramatique Liar Game.